# Fondali circostanti l'Isola di Palmarola
Fondali circostanti l'Isola di Palmarola este o arie protejată (arie specială de conservare — SAC, sit de importanță comunitară — SCI) din Italia întinsă pe o suprafață de 2.725 ha, integral marine.

## Localizare
Centrul sitului Fondali circostanti l'Isola di Palmarola este situat la coordonatele 40°55′15″N 12°51′44″E / 40.920833°N 12.862222°E.

## Înființare
Situl Fondali circostanti l'Isola di Palmarola a fost declarat sit de importanță comunitară în iunie 1995 pentru a proteja 2 specii de animale. Situl a fost protejat și ca arie specială de conservare în august 2017.

## Biodiversitate
Situată în ecoregiunea mediteraneană, aria protejată conține 4 habitate naturale: Bancuri de nisip acoperite în permanență slab de apă marină, Straturi cu Posidonia (Posidonion oceanicae), Peșteri marine scufundate complet sau parțial, Recifuri.
La baza desemnării sitului se află mai multe specii protejate:
- mamifere (1): delfin mare (Tursiops truncatus)
- reptile (1): Caretta caretta

Pe lângă speciile protejate, pe teritoriul sitului au mai fost identificate 1 specie de plante, 3 specii de nevertebrate.